# 普羅米斯市 (愛荷華州)
普羅米斯城（英語：Promise City）是一個位於美國愛荷華州韋恩縣的城市。

## 地理
普羅米斯城的座標為40°44′49″N 90°08′56″W / 40.74694°N 90.14889°W，而該地的平均海拔高度為321米（即1053英尺）。

## 人口
根據2010年美國人口普查的數據，普羅米斯城的面積為0.49平方千米，當中陸地面積為0.49平方千米，而水域面積為0.00平方千米。當地共有人口111人，而人口密度為每平方千米226人。